# Зимоцхајм
Зимоцхајм (њем. Simmozheim) општина је у њемачкој савезној држави Баден-Виртемберг. Једно је од 25 општинских средишта округа Калв. Према процјени из 2010. у општини је живјело 2.823 становника. Посједује регионалну шифру (AGS) 8235067.

## Географски и демографски подаци
Зимоцхајм се налази у савезној држави Баден-Виртемберг у округу Калв. Општина се налази на надморској висини од 423-589 метара. Површина општине износи 9,5 km². У самом мјесту је, према процјени из 2010. године, живјело 2.823 становника. Просјечна густина становништва износи 297 становника/km².